# 탐욕에 뿌리박은 마음
탐욕에 뿌리박은 마음(팔리어: lobhamūlacittāni, lobha-mūla citta, 영어: consciousness rooted in greed) 또는 탐욕에 뿌리박은 해로운 마음은 특히 상좌부의 교학과 아비담마 그리고 수행에서 사용하는 용어로, 탐 · 진 · 치의 3불선근 중 탐(貪, 탐욕)을 직접적 원인 또는 주 원인으로 하여 일어나는 다음의 8가지 마음을 말한다.
1. 기쁨이 함께한, 사견과 결합한, 자극받지 않은 마음
2. 기쁨이 함께한, 사견과 결합한, 자극받은 마음
3. 기쁨이 함께한, 사견과 결합하지 않은, 자극받지 않은 마음
4. 기쁨이 함께한, 사견과 결합하지 않은, 자극받은 마음
5. 평온이 함께한, 사견과 결합한, 자극받지 않은 마음
6. 평온이 함께한, 사견과 결합한, 자극받은 마음
7. 평온이 함께한, 사견과 결합하지 않은, 자극받지 않은 마음
8. 평온이 함께한, 사견과 결합하지 않은, 자극받은 마음

탐욕에 뿌리박은 마음은 다음의 분류 또는 체계에 속한다.
- 욕계 · 색계 · 무색계 · 출세간에 속한 89 또는 121가지 마음
  - 욕계 마음 54가지
    - 욕계의 해로운 마음  12가지
      - 탐욕에 뿌리박은 마음 8가지
      - 성냄에 뿌리박은 마음 2가지
      - 어리석음에 뿌리박은 마음 2가지

    - 욕계의 원인 없는 마음 18가지
    - 욕계의 아름다운 마음 24가지

## 예

### 1. 기쁨이 함께한, 사견과 결합한, 자극받지 않은 마음
예를 들어,
- 인과(업과 업의 과보)에 대해 무지한 상태여서 도둑질을 하는 것이 아무런 문제가 없다고 여기고 있는데, 어떤 물건을 보자 자발적으로 욕심이 생겨 도둑질을 하면서 짜릿한 기쁨을 느낄 때
- 인과(업과 업의 과보)가 없다고 믿고 있는 상태여서 도둑질을 하는 것이 아무런 문제가 없다고 여기고 있는데, 어떤 물건을 보고  자발적으로 욕심이 생겨 도둑질을 하면서 짜릿한 기쁨을 느낄 때
- 인과(업과 업의 과보)에 대해 무지하거나 인과를 부정하는 견해를 가진 상태에서, 10악 중 살생(殺生, 살아있는 중생을 죽이는 행동), 투도(偸盜, 도둑질 · 사기 · 횡령), 사음(邪婬, 애인·배우자 이외의 사람과 부정한 성교행위), 망어(妄語, 속일 목적으로 행해지는 거짓말), 양설(兩舌, 이간질 · 고자질 · 불필요한 참견), 악구(惡口, 괴롭힘·따돌림 · 욕설·비방·모욕 · 악성댓글), 기어(綺語, 진실과는 거리가 먼 교묘하게 날조된·꾸며진 말)를 자발적으로 행하면서 자신이 장차 얻을 이익 또는 현재 얻고 있는 이익을 생각하며 기쁨을 느낄 때

### 2. 기쁨이 함께한, 사견과 결합한, 자극받은 마음
예를 들어,
- 인과(업과 업의 과보)에 대해 무지한 상태여서 도둑질을 하는 것이 아무런 문제가 없다고 여기고 있는데, 어떤 물건을 보자 욕심이 생겼는데 혼자였으면 하지 않았겠지만 친구가 훔쳐 네 것으로 가져라고 말해서 도둑질을 하면서 짜릿한 기쁨을 느낄 때
- 인과(업과 업의 과보)가 없다고 믿고 있는 상태여서 도둑질을 하는 것이 아무런 문제가 없다고 여기고 있는데, 어떤 물건을 보자 욕심이 생겼는데 혼자였으면 하지 않았겠지만 친구가 훔쳐 네 것으로 가져라고 말해서 도둑질을 하면서 짜릿한 기쁨을 느낄 때
- 인과(업과 업의 과보)에 대해 무지하거나 인과를 부정하는 견해를 가진 상태에서, 10악 중 살생(殺生, 살아있는 중생을 죽이는 행동), 투도(偸盜, 도둑질 · 사기 · 횡령), 사음(邪婬, 애인·배우자 이외의 사람과 부정한 성교행위), 망어(妄語, 속일 목적으로 행해지는 거짓말), 양설(兩舌, 이간질 · 고자질 · 불필요한 참견), 악구(惡口, 괴롭힘·따돌림 · 욕설·비방·모욕 · 악성댓글), 기어(綺語, 진실과는 거리가 먼 교묘하게 날조된·꾸며진 말)를 다른 사람이나 드라마 · 영화 · 광고 등의 권유 · 설득 · 회유 · 사주에 자극 받아 행하면서 자신이 장차 얻을 이익 또는 현재 얻고 있는 이익을 생각하며 기쁨을 느낄 때

### 3. 기쁨이 함께한, 사견과 결합하지 않은, 자극받지 않은 마음
예를 들어,
- 인과(업과 업의 과보)에 대해 알거나 믿고 있는 상태여서 도둑질을 하는 것이 나쁜 과보를 가져올 것이라고 여기고 있는데, 어떤 물건을 보자 자발적으로 욕심이 생겨 도둑질을 하면서 짜릿한 기쁨을 느낄 때
- 인과(업과 업의 과보)에 대해 알거나 믿고 있는 상태여서 10악이 나쁜 과보를 가져올 것이라 여기고 있으면서도, 10악 중 살생(殺生, 살아있는 중생을 죽이는 행동), 투도(偸盜, 도둑질 · 사기 · 횡령), 사음(邪婬, 애인·배우자 이외의 사람과 부정한 성교행위), 망어(妄語, 속일 목적으로 행해지는 거짓말), 양설(兩舌, 이간질 · 고자질 · 불필요한 참견), 악구(惡口, 괴롭힘·따돌림 · 욕설·비방·모욕 · 악성댓글), 기어(綺語, 진실과는 거리가 먼 교묘하게 날조된·꾸며진 말)를 자발적으로 행하면서 자신이 장차 얻을 이익 또는 현재 얻고 있는 이익을 생각하며 기쁨을 느낄 때

### 4. 기쁨이 함께한, 사견과 결합하지 않은, 자극받은 마음
예를 들어,

### 5. 평온이 함께한, 사견과 결합한, 자극받지 않은 마음
예를 들어,
- 인과(업과 업의 과보)에 대해 무지한 상태여서 도둑질을 하는 것이 아무런 문제가 없다고 여기고 있는데, 어떤 물건을 보자 자발적으로 욕심이 생겨 도둑질을 하지만 이제는 도둑질에서 짜릿한 기쁨을 느끼지 못할 때
- 인과(업과 업의 과보)가 없다고 믿고 있는 상태여서 도둑질을 하는 것이 아무런 문제가 없다고 여기고 있는데, 어떤 물건을 보고  자발적으로 욕심이 생겨 도둑질을 하지만 이제는 도둑질에서 짜릿한 기쁨을 느끼지 못할 때
- 인과(업과 업의 과보)에 대해 무지하거나 인과를 부정하는 견해를 가진 상태에서, 10악 중 살생(殺生, 살아있는 중생을 죽이는 행동), 투도(偸盜, 도둑질 · 사기 · 횡령), 사음(邪婬, 애인·배우자 이외의 사람과 부정한 성교행위), 망어(妄語, 속일 목적으로 행해지는 거짓말), 양설(兩舌, 이간질 · 고자질 · 불필요한 참견), 악구(惡口, 괴롭힘·따돌림 · 욕설·비방·모욕 · 악성댓글), 기어(綺語, 진실과는 거리가 먼 교묘하게 날조된·꾸며진 말)를 자발적으로 행하면서 자신이 장차 얻을 이익 또는 현재 얻고 있는 이익을 생각하지만 습관이 되어서건 혹은 들켜서 받게 될 법적 형벌이 무서워서건 혹은 다른 이유에서건 기쁨을 느끼지 못할 때

### 6. 평온이 함께한, 사견과 결합한, 자극받은 마음
예를 들어,
- 인과(업과 업의 과보)에 대해 무지한 상태여서 도둑질을 하는 것이 아무런 문제가 없다고 여기고 있는데, 어떤 물건을 보자 욕심이 생겼는데 혼자였으면 하지 않았겠지만 친구가 훔쳐 네 것으로 가져라고 말해서 도둑질을 하지만 이제는 도둑질에서 짜릿한 기쁨을 느끼지 못할 때
- 인과(업과 업의 과보)가 없다고 믿고 있는 상태여서 도둑질을 하는 것이 아무런 문제가 없다고 여기고 있는데, 어떤 물건을 보자 욕심이 생겼는데 혼자였으면 하지 않았겠지만 친구가 훔쳐 네 것으로 가져라고 말해서 도둑질을 하지만 이제는 도둑질에서 짜릿한 기쁨을 느끼지 못할 때
- 인과(업과 업의 과보)에 대해 무지하거나 인과를 부정하는 견해를 가진 상태에서, 10악 중 살생(殺生, 살아있는 중생을 죽이는 행동), 투도(偸盜, 도둑질 · 사기 · 횡령), 사음(邪婬, 애인·배우자 이외의 사람과 부정한 성교행위), 망어(妄語, 속일 목적으로 행해지는 거짓말), 양설(兩舌, 이간질 · 고자질 · 불필요한 참견), 악구(惡口, 괴롭힘·따돌림 · 욕설·비방·모욕 · 악성댓글), 기어(綺語, 진실과는 거리가 먼 교묘하게 날조된·꾸며진 말)를 다른 사람이나 드라마 · 영화 · 광고 등의 권유 · 설득 · 회유 · 사주에 자극 받아 행하면서 자신이 장차 얻을 이익 또는 현재 얻고 있는 이익을 생각하지만 습관이 되어서건 혹은 들켜서 받게 될 법적 형벌이 무서워서건 혹은 다른 이유에서건 기쁨을 느끼지 못할 때

### 7. 평온이 함께한, 사견과 결합하지 않은, 자극받지 않은 마음
예를 들어,
- 인과(업과 업의 과보)에 대해 알거나 믿고 있는 상태여서 도둑질을 하는 것이 나쁜 과보를 가져올 것이라고 여기고 있는데, 어떤 물건을 보자 자발적으로 욕심이 생겨 도둑질을 하지만 이제는 도둑질에서 짜릿한 기쁨을 느끼지 못할 때
- 인과(업과 업의 과보)에 대해 알거나 믿고 있는 상태여서 도둑질을 하는 것이 나쁜 과보를 가져올 것이라고 여기고 있는데, 어떤 물건을 보자 자발적으로 욕심이 생겨 도둑질을 하지만 이제는 도둑질에서 짜릿한 기쁨을 느끼지 못할 때
- 인과(업과 업의 과보)에 대해 알거나 믿고 있는 상태여서 10악이 나쁜 과보를 가져올 것이라 여기고 있으면서도, 10악 중 살생(殺生, 살아있는 중생을 죽이는 행동), 투도(偸盜, 도둑질 · 사기 · 횡령), 사음(邪婬, 애인·배우자 이외의 사람과 부정한 성교행위), 망어(妄語, 속일 목적으로 행해지는 거짓말), 양설(兩舌, 이간질 · 고자질 · 불필요한 참견), 악구(惡口, 괴롭힘·따돌림 · 욕설·비방·모욕 · 악성댓글), 기어(綺語, 진실과는 거리가 먼 교묘하게 날조된·꾸며진 말)를 자발적으로 행하면서 자신이 장차 얻을 이익 또는 현재 얻고 있는 이익을 생각하지만 죄의식이 들어서건 혹은 남에게 들킬까 두려워서건 혹은 미래의 과보가 걱정되어서건 혹은 습관이 되어서건 혹은 다른 이유에서건 기쁨을 느끼지 못할 때

### 8. 평온이 함께한, 사견과 결합하지 않은, 자극받은 마음
예를 들어,
- 인과(업과 업의 과보)에 대해 알거나 믿고 있는 상태여서 도둑질을 하는 것이 나쁜 과보를 가져올 것이라고 여기고 있는데, 어떤 물건을 보자 욕심이 생겼는데 혼자였으면 하지 않았겠지만 친구가 훔쳐 네 것으로 가져라고 말해서 도둑질을 하지만 이제는 도둑질에서 짜릿한 기쁨을 느끼지 못할 때
- 인과(업과 업의 과보)에 대해 알거나 믿고 있는 상태여서 도둑질을 하는 것이 나쁜 과보를 가져올 것이라고 여기고 있는데, 어떤 물건을 보자 욕심이 생겼는데 혼자였으면 하지 않았겠지만 친구가 훔쳐 네 것으로 가져라고 말해서 도둑질을 하지만 이제는 도둑질에서 짜릿한 기쁨을 느끼지 못할 때
- 인과(업과 업의 과보)에 대해 알거나 믿고 있는 상태여서 10악이 나쁜 과보를 가져올 것이라 여기고 있으면서도, 10악 중 살생(殺生, 살아있는 중생을 죽이는 행동), 투도(偸盜, 도둑질 · 사기 · 횡령), 사음(邪婬, 애인·배우자 이외의 사람과 부정한 성교행위), 망어(妄語, 속일 목적으로 행해지는 거짓말), 양설(兩舌, 이간질 · 고자질 · 불필요한 참견), 악구(惡口, 괴롭힘·따돌림 · 욕설·비방·모욕 · 악성댓글), 기어(綺語, 진실과는 거리가 먼 교묘하게 날조된·꾸며진 말)를 다른 사람이나 드라마 · 영화 · 광고 등의 권유 · 설득 · 회유 · 사주에 자극 받아 행하면서 자신이 장차 얻을 이익 또는 현재 얻고 있는 이익을 생각하지만 죄의식이 들어서건 혹은 남에게 들킬까 두려워서건 혹은 미래의 과보가 걱정되어서건 혹은 습관이 되어서건 혹은 다른 이유에서건 기쁨을 느끼지 못할 때

## 용어

### 기쁨과 평온
불교에 따르면, 모든 마음은 반드시 느낌[受]을 동반한다. 즉, 크게 느낌을 세 가지로 구분할 때의 고수(괴로운 느낌) · 낙수(즐거운 느낌) · 불고불락수(괴롭지도 즐겁지도 않은 느낌, 무덤덤한 느낌, 그저 그런 느낌)의 3수(三受) 중 어느 하나와 반드시 상응한다. 또는, 3수를 더 세분한 고수 · 낙수 · 희수 · 우수 · 사수의 5수(五受) 중 어느 하나와 반드시 상응한다.
기쁨(喜, 팔리어: somanassa, 산스크리트어: saumanasya}, 영어: joy)은 5수(五受) 가운데 희수(喜受)를 말한다. 희수는 정신적인 즐거움의 느낌(pleasant mental feeling)이다. 이에 비해 낙수는 신체적인 즐거움의 느낌(pleasant physical/bodily feeling)이다.
평온(平穩, 팔리어: upekkhā, 팔리어: upekṣā)은 5수 가운데 사수(捨受)를 말한다. 사수에는 크게 나누어 두 가지 수준이 있는데, 하나는 균형 · 평형 · 평정 · 좌로도 우로도 치우지치 않음 · 편견과 선호에 휩쓸리지 않음 · 좋음과 싫음에 휘둘리지 않음의 느낌의 뛰어난 상태 혹은 선한 상태의 사(捨)의 마음작용을 말한다. 이 마음작용은 수염(修厭) · 4무량심(四無量心) 등의 수행을 통해 개발하여야 하는 마음작용이다. 다른 하나는 괴롭지도 즐겁지도 않은 느낌, 좋지도 싫지도 않은 느낌, 그저 그런 느낌, 무덤덤한 느낌을 말한다. 이 마음작용은 자연히 존재하는 마음작용이다. 즉, 수행 등의 별다른 노력이 없어도, 지은 바 업에 따라 그 과보로서 자연히 느끼게 되는 느낌이다. '탐욕에 뿌리박은 마음'에서의 평온은 이 후자의 것을 뜻한다.

### 사견
사견(邪見) 이라는 용어에는 두 가지가 있다. 하나는 8정도의 정견의 반대말이라 할 수 있는 부정견을 뜻한다. 부정견은 유신견(有身見) · 변집견(邊執見) · 사견(邪見) · 견취(見取) · 계금취(戒禁取)의 5견(五見)을 말한다. 다른 하나는 5견의 세 번째로서의 사견을 말한다. '탐욕에 뿌리박은 마음'에서의 사견은 첫 번째의 부정견을 뜻한다. 그런데 모든 부정견은 그 뿌리가 두 번째의 사견, 즉, 5견의 세 번째로서의 사견에 있는데, 두 번째의 사견은 인과에 대한 무지 또는 부정을 뜻한다. 즉, 업과 업의 과보가 있음에 대해 무지하거나 업과 업의 과보란 존재하지 않는다는 견해를 가진 것을 말한다. 즉, 선인낙과(善因樂果: 선한 원인 즉 유익한 원인은 즐거운 결과를 낳음) · 악인고과(惡因苦果: 악한 원인 즉 해로운 원인은 괴로운 결과를 낳음)의 이치에 대해 무지하거나 이것을 부정하는 견해를 가진 것을 말한다.

### 자극
'자극 받지 않음'과 '자극 받음'은, 먼저, '자극 받지 않음'은 어떤 대상을 만났을 때 자신이 쌓은 업에 따라 자연히 일어나는 탐욕을 뜻한다. '자극 받음'은 다음 두 가지를 뜻한다. ① 비록 자신이 쌓은 업에 따라 자연히 일어나는 수준의 탐욕은 아니지만 다른 존재의 촉발을 받으면 일어나는 수준일 때, 다른 존재의 촉발을 받아 일어나는 탐욕을 뜻한다. 또는, ② 비록 자신이 쌓은 업에 따라 자연히 일어나는 수준의 탐욕은 아니지만 자신 스스로의 부가적인 촉발을 받으면 일어나는 수준일 때, 지금 자신 스스로가 여러 방편 즉 수단을 통해 촉발을 가해 일으키거나 다소 시간을 들여 여러 방편 즉 수단을 통해 촉발을 쌓아 일으키는 탐욕을 뜻한다.